# Dewey megye (Oklahoma)
Dewey megye az Amerikai Egyesült Államokban, azon belül Oklahoma államban található. Megyeszékhelye Taloga, legnagyobb városa Seiling. Lakosainak száma 4484 fő (2020. április 1.). Dewey megye Major, Custer, Woodward, Blaine, Ellis és Roger Mills megyékkel határos.

## Népesség
A megye népességének változása:
| Lakosok száma | 4817 | 4762 | 4805 | 4844 | 4995 | 4484 |
|               | 2010 | 2011 | 2012 | 2013 | 2015 | 2020 |